# Скаредов, Георгий Иванович
Георгий Иванович Скаредов (род. 1937) — прокурор Москвы в 1984–1987, государственный советник юстиции 3-го класса, кандидат юридических наук.

## Биография
Родился в крестьянской семь, отец Иван Егорович заведовал колхозным складом, а мать Прасковья Степановна была рядовой колхозницей. С 1944 учился в начальной школе в соседней деревне в трёх километрах от дома, а с 1949 в средней школе в другом селе в пяти километрах. Школу окончил с серебряной медалью, поступил на юридический факультет МГУ имени М. В. Ломоносова, который окончил в 1959. После стажировки в прокуратуре Тульской области, был переведён в прокуратуру Москвы и 10 ноября 1960 назначен следователем прокуратуры Краснопресненского района. Работая в столичной прокуратуре, прошёл все ступени от следователя районной прокуратуры до заместителя, первого заместителя, прокурора столицы, которым являлся в течение трёх лет, с июня 1984 по июнь 1987. Затем возглавляет московскую транспортную прокуратуру, и в конце сентября 1996 выходит на пенсию.

## Публикации
Доцент, имеет более 40 научных и учебных публикаций, издал 3 монографии.